# Goschwin Nickel

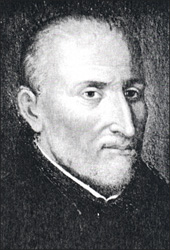
Goschwin Nickel

Goschwin Nickel (Jülich, 1582 – Roma, 31 luglio 1664) è stato un gesuita tedesco, Preposito Generale dell'Ordine dal 17 marzo 1652 alla morte.

## Biografia
Studiò a Paderborn e filosofia e teologia a Magonza (1611-1615), fu ordinato sacerdote nel 1614 a Magonza.
Il periodo del suo generalato fu caratterizzato dalle polemiche intorno al giansenismo e alla pratica dei riti cinesi: nel 1661 convocò l'XI congregazione generale dell'ordine al quale riuscì a fare eleggere quale suo vicario con diritto di successione Giovanni Paolo Oliva.
Nel 1653 approvò il progetto per la costruzione del nuovo collegio di Sansepolcro, dove i Gesuiti erano presenti dal 1637.